# 신안군의 국회의원

## 행정구역 변천
- 1969년 1월 1일 무안군 지도면·임자면·자은면·비금면·도초면·흑산면·하의면·장산면·안좌면·암태면·압해면에 전라남도 신안군 설치
- 1983년 2월 15일 지도읍이 증도면으로, 하의면이 진도군 조도면 가사도리 일부를 편입하여 신의면으로, 안좌면이 팔금면으로 분면

## 신안군의 역대 국회의원 일람
| 대수   | 이름           | 소속정당       | 임기                               | 선거구역                                              |
| ------ | -------------- | -------------- | ---------------------------------- | ----------------------------------------------------- |
| 제8대  | 정판국(鄭判局) | 민주공화당     | 1971년 7월 1일 - 1972년 10월 17일  | 신안군 일원(제17선거구)                               |
| 제9대  | 강기천(姜起千) | 민주공화당     | 1973년 3월 12일 - 1979년 3월 11일  | 목포시·무안군·신안군 일원(제2선거구)                  |
| 제9대  | 김경인(金敬仁) | 민주통일당     | 1973년 3월 12일 - 1979년 3월 11일  | 목포시·무안군·신안군 일원(제2선거구)                  |
| 제10대 | 최영철(崔永喆) | 민주공화당     | 1979년 3월 12일 - 1980년 10월 27일 | 목포시·무안군·신안군 일원(제2선거구)                  |
| 제10대 | 임종기(林鐘基) | 신민당         | 1979년 3월 12일 - 1980년 10월 27일 | 목포시·무안군·신안군 일원(제2선거구)                  |
| 제11대 | 최영철(崔永喆) | 민주정의당     | 1981년 4월 11일 - 1985년 4월 10일  | 목포시·무안군·신안군 일원(제3선거구)                  |
| 제11대 | 임종기(林鐘基) | 민주한국당     | 1981년 4월 11일 - 1985년 4월 10일  | 목포시·무안군·신안군 일원(제3선거구)                  |
| 제12대 | 최영철(崔永喆) | 민주정의당     | 1985년 4월 11일 - 1988년 5월 29일  | 목포시·무안군·신안군 일원(제3선거구)                  |
| 제12대 | 임종기(林鐘基) | 민주한국당     | 1985년 4월 11일 - 1988년 5월 29일  | 목포시·무안군·신안군 일원(제3선거구)                  |
| 제13대 | 박형오(朴亨午) | 한겨레민주당   | 1988년 5월 30일 - 1992년 5월 29일  | 신안군 일원                                           |
| 제14대 | 한화갑(韓和甲) | 민주당         | 1992년 5월 30일 - 1996년 5월 29일  | 신안군 일원                                           |
| 제15대 | 김홍일(金弘一) | 새정치국민회의 | 1996년 5월 30일 ~ 2000년 5월 29일  | 목포시·신안군 갑:산정3동, 충무동을 제외한 목포시 일원 |
| 제15대 | 한화갑(韓和甲) | 새정치국민회의 | 1996년 5월 30일 - 2000년 5월 29일  | 목포시·신안군 을: 목포시 산정3동 충무동, 신안군 일원  |
| 제16대 | 한화갑(韓和甲) | 새천년민주당   | 2000년 5월 30일 - 2004년 5월 29일  | 무안군·신안군 일원                                    |
| 제17대 | 한화갑(韓和甲) | 새천년민주당   | 2004년 5월 30일 - 2006년 12월 22일 | 무안군·신안군 일원                                    |
| 제17대 | 김홍업(金弘業) | 민주당         | 2007년 4월 26일 - 2008년 5월 29일  | 무안군·신안군 일원                                    |
| 제18대 | 이윤석(李潤錫) | 무소속         | 2008년 5월 30일 - 2012년 5월 29일  | 무안군·신안군 일원                                    |
| 제19대 | 이윤석(李潤錫) | 민주통합당     | 2012년 5월 30일 - 2016년 5월 29일  | 무안군·신안군 일원                                    |
| 제20대 | 박준영(朴晙瑩) | 국민의당       | 당선 무효                          | 영암군·무안군·신안군 일원                             |
| 제20대 | 서삼석(徐參錫) | 더불어민주당   | 2018년 6월 13일 - 2020년 5월 29일  | 영암군·무안군·신안군 일원                             |
| 제21대 | 서삼석(徐參錫) | 더불어민주당   | 2020년 5월 30일 - 2024년 5월 29일  | 영암군·무안군·신안군 일원                             |
| 제22대 | 서삼석(徐參錫) | 더불어민주당   | 2024년 5월 30일 -                  | 영암군·무안군·신안군 일원                             |

## 같이 보기
- 목포시의 국회의원
- 무안군의 국회의원
- 영암군의 국회의원
- 신안군 (1988년 선거구)
- 목포시·신안군 갑
- 목포시·신안군 을
- 무안군·신안군
- 영암군·무안군·신안군